# Estany de la Pradella
L'Estany de la Pradella (nom catalan également utilisé en français), parfois appelé étang ou lac de Pradeilles, est un lac de montagne situé dans les Pyrénées-Orientales (région française d'Occitanie).

## Toponymie
Le nom est un calque du catalan Estany de Pradella. Le site est mentionné en 1035 sous la forme Paradella. Il tire son origine du mot latin Pratum signifiant « pré » ou « prairie » auquel est accolé le suffixe diminutif -ella.

## Géographie
L'étang/estany de Pradeilles est situé dans le Capcir, région naturelle du département français des Pyrénées-Orientales. Il est surplombé par le massif du Carlit, à 1 957 m d'altitude et couvre un peu plus de 15 ha.
Aucun cours d'eau n'est tributaire de ce lac, qui n'est alimenté que par les précipitations et la fonte des neiges.
L'étang de Pradeilles est partagé entre trois communes : Angoustrine-Villeneuve-des-Escaldes à l'ouest, Bolquère à l'est et Font-Romeu-Odeillo-Via au sud.

## Biologie
Riches de faune et de flore rares, le lac et la zone humide qui l'environne sont protégés par une ZNIEFF de type I au sein du site Natura 2000 « Capcir-Carlit-Campcardos ». Cinq espèces de plantes protégées au niveau national se trouvent dans cette ZNIEFF, qui couvre 19 ha : l'Isoète des lacs (Isoetes lacustris et Isoetes brochonii), le Gaillet trifide (Galium trifidum), la Laîche des tourbières (Carex limosa) et la Gagée fistuleuse (Gagea liotardi). La Drave des bois (Draba nemorosa) se trouve à l'orée des forêts aux alentours. Les animaux remarquables sont le Triton palmé (Triturus helveticus) ainsi que, peut-être, le Desman des Pyrénées (Galemys pyrenaicus), espèces protégées et menacées.